# Хакимов, Мидхат Гайнанович
Хакимов, Мидхат Гайнанович (25 февраля 1940, деревня Нижние Леканды, Аургазинский район, БАССР — 2 октября 2024) — Депутат Государственной Думы России III созыва. Группа «Регионы России».

## Биография

### Депутат госдумы
Избирался в 1999 году через Стерлитамакский одномандатный избирательный округ № 7 Республика Башкортостан.
Итоги:
- Хакимов Мидхат Гайнанович — 144028 голосов или 41,72 %,
- Хужин Рашит Шамгунович — 94365 или 27,34 %,
- Уткин Юрий Васильевич — 35037 человек за или 10,15 %,
- Против всех — 30868 (8,94 %),
- Рубан Александр Григорьевич — 30013 (8,69 %),
- Курамшин Радик Ахтямович 6388 (1,85 %)[1]

Перед избранием был заместителем главы администрации — председателем комитета по управлению муниципальной собственностью г. Стерлитамака.
Умер 2 октября 2024 года в возрасте 84 лет.